# Úšovický potok
Úšovický potok (německy Auschabach, na horním toku Schneiderbach) je levostranný přítok Kosového potoka, který protéká Karlovarským krajem v okrese Cheb. Délka jeho toku činí 10,5 km. Plocha povodí měří 22 km². Na jeho toku se nachází Vodní nádrž Mariánské Lázně.

## Průběh toku
Úšovický potok pramení čtyři kilometry severně od Mariánských Lázní v Slavkovském lese. Jeho pramen se nachází jihovýchodně od vrcholu Modrého kamene (852 m n. m.). Na horním toku, tekoucím východním směrem, dochází k rozdvojení toku k souběžně tekoucímu Mnichovskému potoku. Jižně od přírodní rezervace Smraďoch mění potok směr toku a protéká Maxovým údolím a Vodní nádrží Mariánské Lázně jižním směrem pod Žižkových vrchem okolo Lesního pramene přes Martínkův park k severnímu okraji Mariánských Lázní. V Mariánských Lázních protéká potok sady Václava Skalníka, pokračuje jižním směrem okolo pavilonu Ferdinandova pramene, dále do Úšovic a jižně od Úšovic se vlévá do Kosového potoka.

### Větší přítoky
- levé – Pstruží potok
- pravé – Třebízského potok, Pottův potok